# Euglossa rufipes
Euglossa rufipes là một loài Hymenoptera trong họ Apidae. Loài này được Rasmussen & Skov mô tả khoa học năm 2006.